# Герб Одеси
Герб Оде́си — один з офіційних символів міста Одеси, затверджений 29 квітня 2011 року рішенням Одеської міської ради.

## Опис
У червоному заокругленому щиті — срібний якір «Кішка» з чотирма лапами. Щит укладений в золотий стилізований картуш і увінчаний золотою міською короною з трьома зубцями, під якою — п'ятипроменева Золота Зірка міста-героя, гранована золотом і діамантом.

## Історія

### Російський герб

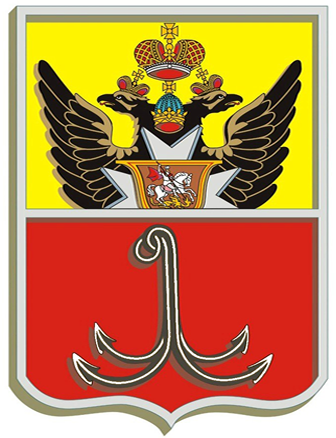
Герб міста, прийнятий у 1798 році

Перший проєкт герба Одеси було затверджено 22 квітня 1798 року. Тогочасний герб мав вигляд перетятого золотаво-червоного французького щита. У його верхній золотій частині розміщувалось зображення двоголового орла — офіційного герба Російської імперії, зображення якого було обов'язковим для тогочасних гербів, а також мальтійський хрест — елемент який вживався за часів правління Павла I. У нижній червоній частині розміщувалось сріблясте зображення якоря, який характеризував Одесу як портове місто.

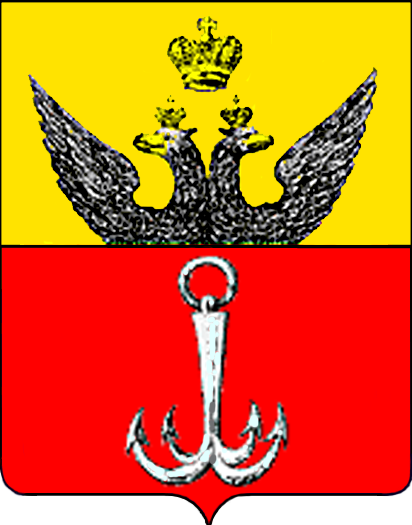
Версія герба без мальтійського хреста

Одразу після смерті Павла I вигляд герба дещо змінився — мальтійський хрест з орла було прибрано.

### Проєкт Бориса Кене

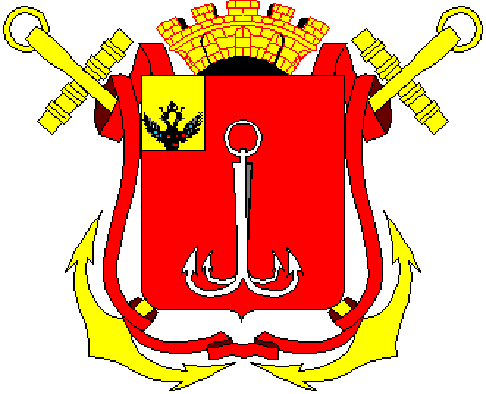
Проєкт герба Бориса Кене

1875 року герольдмейстер Борис Кене розробив проєкт нового герба Одеси, що, однак, ніколи не був затверджений.
Новий герб був червоним французький щитом, у центрі якого розташовувалося срібне зображення якоря з чотирма лапами. У верхній лівій золотій частині герба знаходилось зображення двоголового орла, увінчаного трьома коронами. Щит було увінчано золотою з червоними швами короною з п'ятьма вежами. За щитом розміщувалися навхрест покладені два золоті якорі, оповиті червоною Олександрівською стрічкою.

Герб радянського періоду

### Радянський герб
Герб радянського періоду було затверджено 19 жовтня 1967 року рішенням виконавчого комітету Одеської міськради. Автором Герба був Ю. Горюнов. Герб мав вигляд перетятого жовто-червоного щита французької форми. У верхній жовтій частині розміщувалось стилізоване зображення броненосця «Потьомкін» з червоним прапором. У верхньому правому кутку знаходилось також зображення Золотої Зірки міста-героя. в нижній червоній частині знаходилось срібне зображення якоря.

### Проєкт герба Одеси Ю. Горюнова
В 1992 році був проведений конкурс на найкращий проєкт нового герба міста Одеси. За результатами конкурсу найкращим було визначено проєкт Ю.А.Горюнова: кольорами щита пропонувались синій та золотий. По центру мав розташовуватись срібний якір кішка.

## Символізм
- Якір — символ Одеси як портового міста.
- Золота Зірка вказує на статус Одеси як міста-героя.
- Червоний колір символізує хоробрість, мужність, великодушності, любові, вогню, теплоти, пристрасті та життєдайних сил.
- Срібний колір — уособлення чистоти, вірності, надії та доброти.
- Золотий колір — символ сонячної енергії, багатства, сили, стійкості й процвітання.